# Ostedes binodosa
Ostedes binodosa là một loài bọ cánh cứng trong họ Cerambycidae.